# Buckingham
Buckingham là một thành phố nằm ở phía bắc quận Buckingham, Anh, cách khoảng 10 dặm từ danh giới với Northampton. Thành phố có tổng dân số 11.572 (thống kê năm 2001), (năm 2007 ước tính: 13.200).
Trong lịch sử, Buckingham là một thị xã (cơ quan hành chính của quận Buckingham), nó trở thành một thị xã từ năm 888 bởi Alfred the Great.
Buckingham có nhiều nhà hàng, quán rượu. Các ngày mua sắm là ngày thứ ba và thứ bảy.

## Lịch sử

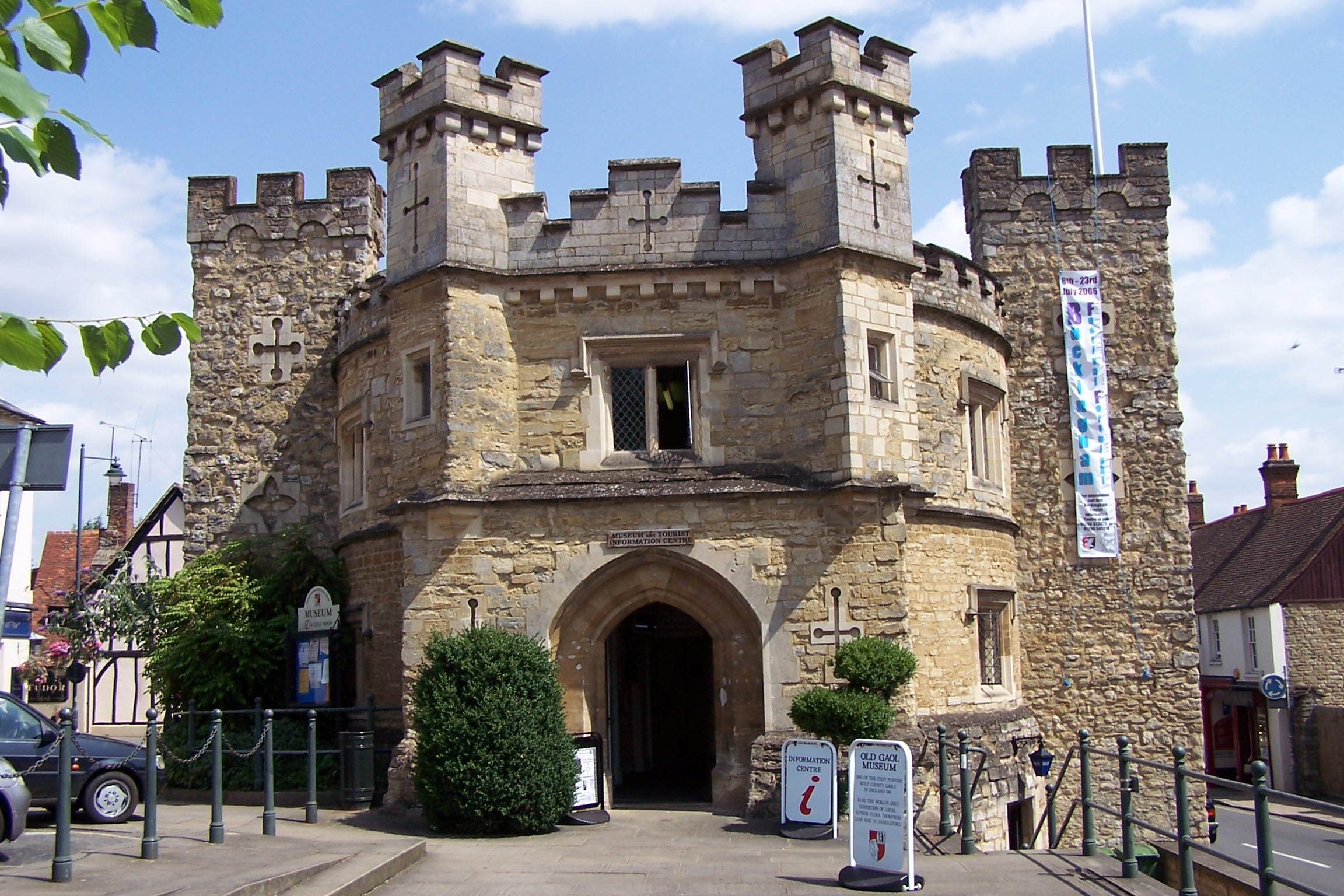
Old County Gaol in Buckingham, built 1748. It is now a museum.